# Mister Global
Mister Global je nadnárodní soutěž krásy pro muže, která se od března 2014 pořádá každý rok v Thajsku. V roce 2016 ji zatím jako jedinou mužskou mezistátní soutěž tohoto druhu vyhrála Česká republika se svým delegátem Tomášem Martinkou. 
Licenci v Česku na tuto zahraniční soutěž pro muže vlastní od roku 2015 organizace Muž roku.

## Vítězové soutěže
| rok  | Vítěz                       | Země      | Datum konání      | Místo konání     | Český reprezentant | Počet účastníků |
| ---- | --------------------------- | --------- | ----------------- | ---------------- | ------------------ | --------------- |
| 2014 | Myat Thuya Lwin             | Myanmar   | 27. března 2014   | Nakhon Ratčasima | -                  | 16              |
| 2015 | Nguyễn Văn Sơn              | Vietnam   | 7. března 2015    | Bangkok          | Jakub Šmiřák       | 21              |
| 2016 | Tomáš Martinka              | Česko     | 7. května 2016    | Čiang Mai        | Tomáš Martinka     | 30              |
| 2017 | Pedro Henrique Gicca        | Brazílie  | 20. května 2017   | Čiang Mai        | Tomáš Dvořák       | 28              |
| 2018 | Dario Duque                 | USA       | 22. července 2018 | Bangkok          | Michal Žůrek       | 38              |
| 2019 | Kim Jong Woo                | Korea     | 26. září 2019     | Bangkok          | Cao Thanh Thung    | 38              |
| 2021 | Miguel Ángel Lucas Carrasco | Španělsko | 15. března 2022   | Maha Sarakham    | Jiří Hemelka       | 33              |
| 2021 | Danh Chiếu Linh             | Vietnam   | 15. března 2022   | Maha Sarakham    | Jiří Hemelka       | 33              |
| 2022 | Juan Carlos Ariosa          | Kuba      | 26. únor 2023     | Čiang Mai        | Leon Vonaký        | 39              |
| 2023 | Jason Dylan Bretfelean      | Indie     | 26. listopad 2023 | Maha Sarakham    | František Knobloch | 36              |

### Počet vítězství jednotlivých zemí
| Země      | Počet titulů | Roky vítězství |
| --------- | ------------ | -------------- |
| Vietnam   | 2            | 2015, 2021     |
| Myanmar   | 1            | 2014           |
| Česko     | 1            | 2016           |
| Brazílie  | 1            | 2017           |
| USA       | 1            | 2018           |
| Korea     | 1            | 2019           |
| Španělsko | 1            | 2021           |
| Kuba      | 1            | 2022           |
| Indie     | 1            | 2023           |

## Úspěchy českých mužů
Mister Global
| Ročník | jméno a příjmení | umístění |
| ------ | ---------------- | -------- |
| 2015   | Jakub Šmiřák     | TOP 8    |
| 2016   | Tomáš Martinka   | vítěz    |

Vedlejší tituly
| Ročník | jméno a příjmení | ocenění        |
| ------ | ---------------- | -------------- |
| 2015   | Jakub Šmiřák     | Mr. Photogenic |